# Georg Friedrich Althaus

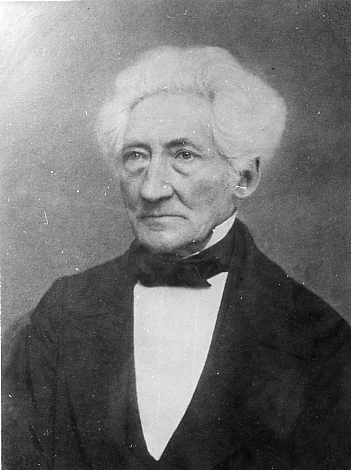
Friedrich Georg Althaus, lippischer Generalsuperintendent 1837–1857

Georg Friedrich Althaus (* 11. März 1790 in Blomberg; † 9. Januar 1863 in Wiesbaden) war ein evangelisch-reformierter Geistlicher und von 1837 bis 1857 Generalsuperintendent in der Lippischen Landeskirche.

## Leben
Friedrich Georg Althaus wurde als Sohn des evangelischen Geistlichen Philipp Heinrich Althaus (1739–1819) geboren. Nach dem Theologiestudium war er zunächst als Gehilfe seines Vaters tätig und von 1818 als dessen Nachfolger in der Kirchengemeinde  Falkenhagen. Zwei Jahre später wurde er als 2. Pastor nach Detmold gerufen. 1839 gründete er gemeinsam mit August von Cölln den lippischen Missionsverein.
Am 14. April 1837 wurde Althaus zum Generalsuperintendenten ernannt und übte dieses Amt bis 1857 aus. In seine Amtszeit fallen der „Kampf“ um den Leitfaden des Generalsuperintendenten Ferdinand Weerth, der Streit um die Neuordnung der kirchlichen Verfassung (Synodalverordnung und Edikt von 1854) sowie der Erlass des Volksschulgesetzes 1849.

### Familie
Er war verheiratet mit Julie Dräseke, Tochter des Magdeburger Bischofs Johann Heinrich Bernhard Dräseke. Aus der Ehe sind die Söhne Theodor (1822–1852, Theologe), Friedrich (1829–1897, Schriftsteller) und  Julius (1833–1900, Arzt) hervorgegangen. Die Tochter Elisabeth (1825–1884) heiratete den Rechtsanwalt Martin Heinrich Otto Lewald und war die Mutter des Sportfunktionärs Theodor Lewald.

### Schriften
- 18 Vorlesungen über die Reformationsgeschichte.[1]
- Confirmationsfeier : am Palmsonntage 1813, Verlag Caspar in Münden,  1834. – 39 S.[2]